# Карлийн Брадфорд
Карлийн Брадфорд (на английски: Karleen Bradford) е канадска писателка, авторка на произведения в жанровете детска литература, исторически роман и фентъзи.

## Биография и творчество
Карлийн Брадфорд е родена на 16 декември 1936 г. в Торонто, Канада, в семейството на Карл Скот, счетоводител, и Айлийн Ней, домакиня. Прекарва детството си в Аржентина. От училищна възраст чете много и пише истории, стихотворения и пиески. Завръща се в Канада, за да постъпи в университет. Завършва Университета на Торонто с бакалавърска степен. След дипломирането си работи за кратко като рекламен тесктописец в Торонто.
На 22 август 1959 г. се омъжва за служителя в кабинета на канадското правителство и дипломат Джеймс Брадфорд. Имат три деца – Доналд, Катлийн и Кристофър.
В периода 1959-1963 г. работи като социален работник към Младежкия християнски съюз. После прекарва 34 години в различни части на света като съпруга на служител в посолството – Колумбия, САЩ, Великобритания, Филипините, Бразилия, Германия и Пуерто Рико. След като заминава в чужбина през 1963 г. започва да пише кратки разкази за децата си.
Първият ѝ роман „A Year for Growing ” е публикуван през 1977 г.
През 1978 г. печели награда на Канадската асоциация на авторите за разказа си „A Wish about Freckles“.
През 2004 г. е публикуван романът ѝ „Кралица за девет дни“ от съвместната поредица „Под короната“, който е посветен на живота на малко известната кралица Джейн Грей.
Повечето от романите ѝ са включени в препоръчителните списъци на Канадския център за детски книги. В продължение на много години преподава творческо писане за деца – в колежа „Алгонкин“, в читалища в Отава, и в Германия. През 1999 г. работи с ученици в американското училище в Тайпе в Тайван. Прави много семинари и чете в библиотеки в Канада.
Член е на Канадския съюз на писателите, като в периода 1984-1985 г. е ръководител на учебната програма за млади хора, а в периода 1997-1998 г. е първи заместник-председател. Член е на Канадската асоциация на илюстраторите и на Канадския ПЕН клуб.
Карлийн Брадфорд живее със семейството си в Рамара, Онтарио.

## Произведения

### Самостоятелни романи
- A Year for Growing (1977)
- The Other Elizabeth (1982)
- I Wish There Were Unicorns (1983)
- The Stone In The Meadow (1984)
- The Haunting At Cliff House (1985)
- The Other Elizabeth (1985) – награда за най-добър роман за деца
- Windward Island (1989) – награда „Макс и Грета Ебел“
- Thirteenth Child (1995)
- Angeline (2004)

### Серия „Кръстоносни походи“ (Crusades)
1. There Will Be Wolves (1994) – награда на Канадската библиотечна асоциация
2. Shadows On A Sword (1997)
3. Lionheart's Scribe (1999)
4. The Scarlet Cross (2006)

### Серия „Дал и Катрин“ (Dahl and Catryn)
1. Dragonfire (1997)
2. Whisperings of Magic (2001)
3. Dragonmaster (2009)

Участие в общи серии с други писатели

#### Серия „Под короната“ (Beneath the Crown)
- The Nine Days Queen (1986)
Кралица за девет дни, изд.: ИК „Пан“, София (2004), прев. Анелия Янева

от серията има още 2 романа от Шарън Стюърт

#### Серия „Скъпа Канада“ (Dear Canada)
- With Nothing But Our Courage (2002)
- A Season for Miracles (2006) – с Джилиън Чан, Сара Елис, Джули Лоусън, Джийн Литъл, Джанет Лун, Карол Матас, Кит Пиърсън и Максин Тротие
- A Christmas to Remember (2009) – със Сара Елис, Джули Лоусън, Джийн Литъл, Карол Матас, Пери Ноделман, Марша Скрипуч и Максин Тротие
- A Desperate Road to Freedom (2009)

### Документалистика
- Write Now! (1989)

#### Сборници
- Animal Heroes (1995)
- More Animal Heroes (1996)